# Gertrudhospital
Gertrudhospital, Hospital St. Gertrud und ähnlich war eine Bezeichnung für Hospitäler, die der heiligen Gertrud von Nivelles geweiht waren. Sie beherbergten vor allem Reisende und Kranke.

## Geschichte
Hospitäler mit dem Patrozinium der heiligen Gertrud entstanden im hohen Mittelalter nur wenige, so in Bamberg (1137 erste Erwähnung) und in Passau (1302).
Erst nach der Großen Pest 1348/49 entstanden zahlreiche solcher Herbergen vor allem im Ostseeraum und in angrenzenden Gebieten. Diese lagen meist unmittelbar vor den Städten an einer wichtigen Handelsstraße und waren vor allem für Pilger und andere Reisende sowie für auswärtige Kranke und Arme ausgerichtet.
Sie bestanden häufig bis in das 16. oder 17. Jahrhundert und entwickelten sich danach entweder zu reinen Pilgerherbergen oder zu Armenhäusern, oder sie wurden aufgelöst. Einige wurden danach weiter als Friedhofskapellen genutzt.

## Verbreitung
Brandenburg und Berlin

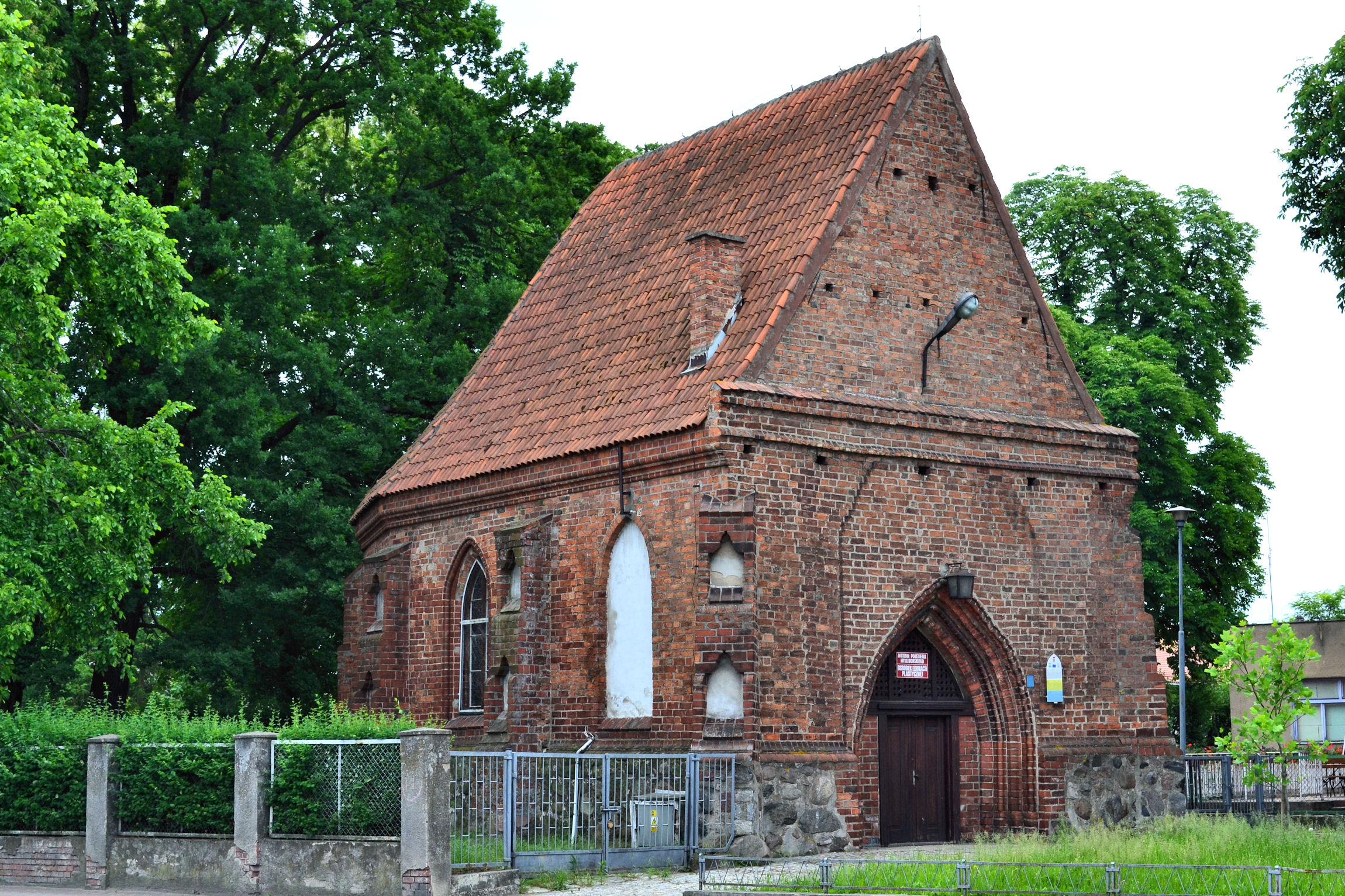
Hospitalkapelle Soldin (Myślibórz)

In der Mark Brandenburg gab es einige Gertrudhospitäler, vor allem in den größeren Städten. In einigen westlichen Orten waren sie Leprosorien für Personen mit ansteckenden Krankheiten (sonst geschah dies meist in Georgenhospitälern).
- Hospital St. Gertrud Belzig, zeitweise Leprosorium, Kapelle erhalten
- Gertraudenhospital Berlin, vor der Stadt Cölln
- Hospital St. Gertrud Brandenburg, Leprosenhaus[4][5]
- Hospital St. Gertrud Eberswalde
- St. Gertrud Frankfurt (Oder)
- Hospital St. Gertrud Jüterbog, Leprosenhaus
- Hospital St. Gertrud Potsdam, Leprosenhaus
- Hospital St. Gertrud Rathenow, Leprosenhaus
- Hospital St. Georg, Treuenbrietzen, Leprosenhaus

Neumark
- Hospital St. Gertrud Königsberg in der Neumark (Chojna)
- Gertrudenhospital Soldin (Myślibórz), Kapelle aus dem 15. Jahrhundert erhalten

Mecklenburg-Vorpommern
In Mecklenburg und Pommern waren Gertrudenhospitäler meist vor allem Herbergen für Pilger und Reisende. (Rostock, Greifswald, Güstrow, Wolgast und andere)
Sachsen-Anhalt
Hospitäler St. Gertrud gab es in den altmärkischen Städten Gardelegen, Osterburg, Salzwedel, Seehausen, Stendal, Tangermünde und Werben, sowie in Magdeburg, Lenzen, Egeln, Zerbst und weiteren Städten.
Nordwestdeutsche Städte
Auch in Bremen (seit 1336), Hamburg, Lübeck (Gertrudenherberge) und weiteren Städten gab es Gertrudhospitäler, ebenso in Dänemark (Kopenhagen).
Südöstliche Ostseeküste
Gertrudenhospitäler sind auch aus Hinterpommern (Köslin, Rügenwalde, Friedeberg), Danzig, Riga und weiteren östlichen ehemals deutschsprachigen Städten bekannt. 